# 12190 Sarkisov
12190 Sarkisov (1978 SE5) là một tiểu hành tinh vành đai chính được phát hiện ngày 27 tháng 9 năm 1978 bởi L. I. Chernykh ở Đài vật lý thiên văn Crimean.